# Queijo paraguaio

Queijo típico do Paraguai

O queijo paraguaio (espanhol: queso Paraguay; guarani: kesu Paraguái) é um queijo de leite de vaca do Paraguai. É um tipo especial de queijo que é feito da "coalhada" (preparação obtida da mistura de leite puro com a "coalho", parte do trato digestivo de certos ruminantes que ele gera, durante a digestão do animal; o ácido láctico, que geralmente é isento de sal e, como é feito a partir de leite “integral” (não desnatado ou sem gordura), torna-se muito cremoso e nutritivo. Tem uma massa macia e um sabor levemente ácido, tendo uma vida útil aproximada de 45 dias.

## Origem do nome
O nome kesu Paraguái, com o qual é conhecido no interior do Paraguai; deriva da guaranização da palavra espanhola queso (“queijo”, produto obtido pelo amadurecimento da coalhada de leite com características características de cada um dos tipos de acordo com sua origem, ou método de fabricação) e Paraguay (“Paraguai”, nome do país de origem).
O uso da palavra Paraguái, com o latim “i” substituindo o grego “y”, deve-se ao fato de que, na língua guarani, o y é pronunciado diferentemente do que parece em espanhol e sempre se designa a “água”.

## Ingredientes
Os únicos ingredientes utilizados na fabricação do "kesú paraguái" são leite integral puro e "coalhada".

## Preparação
A preparação do "kesú paraguái" passa por três processos: a instalação do coalho, a elaboração da coalhada e, finalmente, a fabricação do queijo
O tratamento conveniente do "coalho" inclui as seguintes etapas: ele é aberto e lavado muito bem e depois colocado em um recipiente que adiciona bastante suco de laranja ou limão azedo. É deixado de molho nesse líquido por três a quatro horas, após o que é deixado secar ao sol, bem espalhado em um local arejado. Quando está muito seco, o "coalho" é capaz de "cortar" o leite.
Quanto à "coalhada", em um recipiente adequado, é colocado leite cru ao qual é adicionado o "coalho", agitando esporadicamente a preparação e por cerca de uma hora. Após esse período, o leite é pingado na palma da mão e, se houver pequenos coágulos, o coalho é removido e não se espera muito tempo, após o que a "coalhada" estará pronta.
Por fim, o queijo é produzido quebrando a "coalhada", que já deve ter descansado por algumas horas. Gire o "requeijão" com as mãos, deixe descansar novamente para que perca todo o líquido ou suco chamado "soro de leite ". Depois de concluir esta etapa, a "coalhada" é espremida até todo o líquido que ela contém ser removido. Completamente liberados do "soro", a "coalhada", os quadros quadrados ou retangulares especialmente preenchidos para esse fim são preenchidos e, por esse motivo, são chamados de "fabricantes de queijo". No dia seguinte, o "kesú paraguái" estará pronto para o consumo.